# Эльярёдская кирха
Эльярёдская кирха (швед. Eljaröds kyrka) — лютеранский храм в Эльярёде, в коммуне Тумелилла в лене Сконе. Является храмом церковного прихода Брёсарп-Транос епархии Лунда Шведской Церкви. Храм основан в XII веке.
Предположительно, раньше на месте нынешнего храма стояла деревянная церковь. Кирпичный храм на фундаменте из серого камня, включавший неф, алтарь и апсиду, был возведён в Эльярёде в XII веке. Церковь была освящена в честь святой Гертруды. Храм является одним из редких образцов ранней кирпичной церковной архитектуры Скании. В некоторых источниках датой строительства церкви указан 1149 год, однако большинство исследователей склоняются к мнению, что храм был возведён в конце XII — начале XIII века. Неф и алтарь имели арочные своды, западный фронтон нефа украшали два арочных окна. Ещё в средние века первоначальные своды в нефе заменили на крестообразные своды на каменных пилястрах. Внутренние стены храма украшали фрески с растительным орнаментом. Перед южным входом было построено крыльцо, снесённое в 1719 году, а на западе возведена колокольня. Позднее у неё появились окна и портал, над котором установили круглое окно с пятиконечной звездой. В XVIII веке, когда стены храма были выбелены штукатуркой, церковь утратила средневековые фрески. Верхнюю часть колокольни перестроили в 1870 году по проекту архитектора Й. Ф. Обома. Здесь появились малые арочные окна с деревянными створками и высокий шпиль. В колокольне установили чугунные колокола. В 1875 году на востоке к храму была пристроена просторная ризница; в последней находится декорированная надгробная плита. В ризнице поставлена мраморная скульптура, подаренная приходу Гуннаром Нордином.
Старейшими элементами и предметами в интерьере церкви являются — оригинальные стрельчатые оконные проёмы в готическом стиле, каменная купель XIII века и Распятие первой половины XIII века, а также деревянная скульптура Богоматери со скипетром XII века, возвращённая приходу в 1966 году из Исторического музея Лундского университета. В собраниях последнего до сих пор хранятся приходские скульптуры Богоматери, Богоматери на троне и епископа. В конце XVI — начале XVII века в храме установили новые алтарь и кафедру. Алтарь был выполнен в стиле возрождения. Средневековые церковные скамьи ранее имели дверцы.
Орган в церкви появился в 1895 году. В 1929 году его заменили на инструмент с Фабрики по производству органов А. Мортенссона. Механический орган, построенный мастером Андерсом Перссоном, был установлен в храме в 1972 году. От прежнего инструмента сохранился корпус с картинами XIX века в стиле рококо кисти Торстена Веннерберга. Современный хоровой орган появился в церкви 2008 году.
В начале 1950-х годах в храме установили новые окна и провели электрическое отопление. Во время ремонта 2008 года под полом обнаружили два древних надгробия, фрагменты средневековых фресок на арках, которые не удалось отреставрировать, и их снова скрыли под штукатуркой. Тогда же в бывшей мертвецкой при храме устроили уборную для инвалидов, котельную и комнату для работников прихода.